# Route nationale 101
Die N101 war eine französische Nationalstraße, die 1824 zwischen der N86 nördlich von Pont-Saint-Esprit und dem Col de la Tourette festgelegt wurde. Sie geht auf die Route impériale 121 zurück. Ihre Länge betrug 136 Kilometer. 1973 wurde sie komplett abgestuft. 1978 wurde die N100a, welche die Ostumgehung von Remoulins war, zur N101. Diese wurde 2006 zur D6101 abgestuft.